# Annesorhiza
Annesorhiza – rodzaj roślin należący do rodziny selerowatych Apiaceae. Obejmuje 12–15 gatunków. Występują one w Południowej Afryce i Namibii. A. nuda i A. macrocarpa mają jadalne korzenie, w przeszłości drugi z tych gatunków był przedmiotem obrotu handlowego jako warzywo.

## Morfologia
PokrójRośliny dwuletnie i byliny o pędach wyprostowanych.
LiścieOdziomkowe pierzasto złożone i ogonkowe, natomiast łodygowe silnie zredukowane, drobne, często łuskowate.
KwiatyBiałe, zebrane w wielokwiatowe baldaszki, te z kolei w baldach złożony. Szypuły i szypułki kwiatostanu wsparte licznymi pokrywami i pokrywkami. Działki kielicha w liczbie 5, trwałe. Płatki korony eliptyczne, na końcach zaostrzone i zawinięte.
OwoceRozłupnie rozpadające się na dwie pięciokanciaste na przekroju rozłupki, z częścią żeber wyciągniętych w skrzydełka.

## Systematyka
Pozycja systematyczna
Rodzaj w obrębie rodziny selerowatych (baldaszkowatych) Apiaceae klasyfikowany jest do podrodziny Apioideae, plemienia Annesorhizeae.
Wykaz gatunków (nazwy zaakceptowane według The Plant List)
- Annesorhiza altiscapa Schltr. ex H.Wolff
- Annesorhiza burtii B.-E.van Wyk
- Annesorhiza caffra (Meisn.) Benth. & Hook. f.
- Annesorhiza calcicola Magee & J.C.Manning
- Annesorhiza fibrosa B.-E.van Wyk
- Annesorhiza flagellifolia Burtt Davy
- Annesorhiza grandiflora (Thunb.) M.Hiroe
- Annesorhiza lateriflora (Eckl. & Zeyh.) B.-E.van Wyk
- Annesorhiza latifolia Adamson
- Annesorhiza macrocarpa Eckl. & Zeyh.
- Annesorhiza nuda (Aiton) B.L.Burtt
- Annesorhiza schlechteri H.Wolff
- Annesorhiza thunbergii B.L.Burtt
- Annesorhiza villosa (Thunb.) Sond.
- Annesorhiza wilmsii H.Wolff